# Remparts d'Arles
Les remparts d'Arles sont les vestiges des murs d'enceinte de l'ancien castrum de la colonie romaine d'Arelate, situé actuellement dans la commune d'Arles, dans le département français des Bouches-du-Rhône.

## Historique
Les remparts d'Arles ont été actifs de leur création à l'époque romaine, jusqu'au haut Moyen Âge, étant au fil du temps, et en fonction des besoins, remaniés et adaptés.

### Époque romaine
Achevé sous le règne de l'empereur Auguste, le rempart, construit à la fin du Ier siècle, est un des premiers éléments construits après l'établissement de la colonie nouvellement fondée, en tant qu'élément défensif et ostentatoire.

### Époque médiévale
Une partie des remparts médiévaux reprend le tracé des remparts romains et, au XIIIe siècle, l'enceinte était d'une longueur de 2800 mètres environ. La porte de la Cavalerie est construite au XIIIe siècle et s'insère dans les remparts médiévaux d'Arles.

### Époque contemporaine
Les remparts romains sont encore visibles sur le tronçon est et sud-est, approximativement de la porte d’Auguste à la tour des Mourgues. Le tracé exact reste plus hypothétique entre l'amphithéâtre et le Rhône, et dans la partie sud. 
Les remparts romains ont été protégés plusieurs fois au titre des monuments historiques : classement par arrêté du 12 juillet 1886 pour les restes des remparts romains, classement par arrêté du 7 novembre 1922 pour les restes du rempart romain entre l'ancien Hôtel des Postes et l'ancien Archevêché, et inscription par arrêté du 5 juillet 1927 pour les restes des remparts du XVIe siècle situés au bord du Rhône. Les remparts romains font également partie de l'ensemble Arles, monuments romains et romans, bien inscrit au Patrimoine mondial par l'Unesco en 1981.

## Description
Pour les remparts romains, trois types d'appareils semblent indiquer trois époques de construction différentes : un petit appareil régulier caractérise une première époque, un grand appareil en pierre de taille régulière définit la deuxième époque, et le réemploi de gros blocs caractérise la troisième époque. Des éléments de monuments funéraires ainsi que des parties sculptées d'un arc de triomphe ont été retrouvés dans ces éléments en réemploi.
L'enceinte romaine était flanquée de tours, dont la tour des Mourgues est certainement la mieux conservée. Une porte monumentale, la porte d'Auguste (ou porte d'Italie), accueillait une dérivation de la via Aurélia.

## Galerie

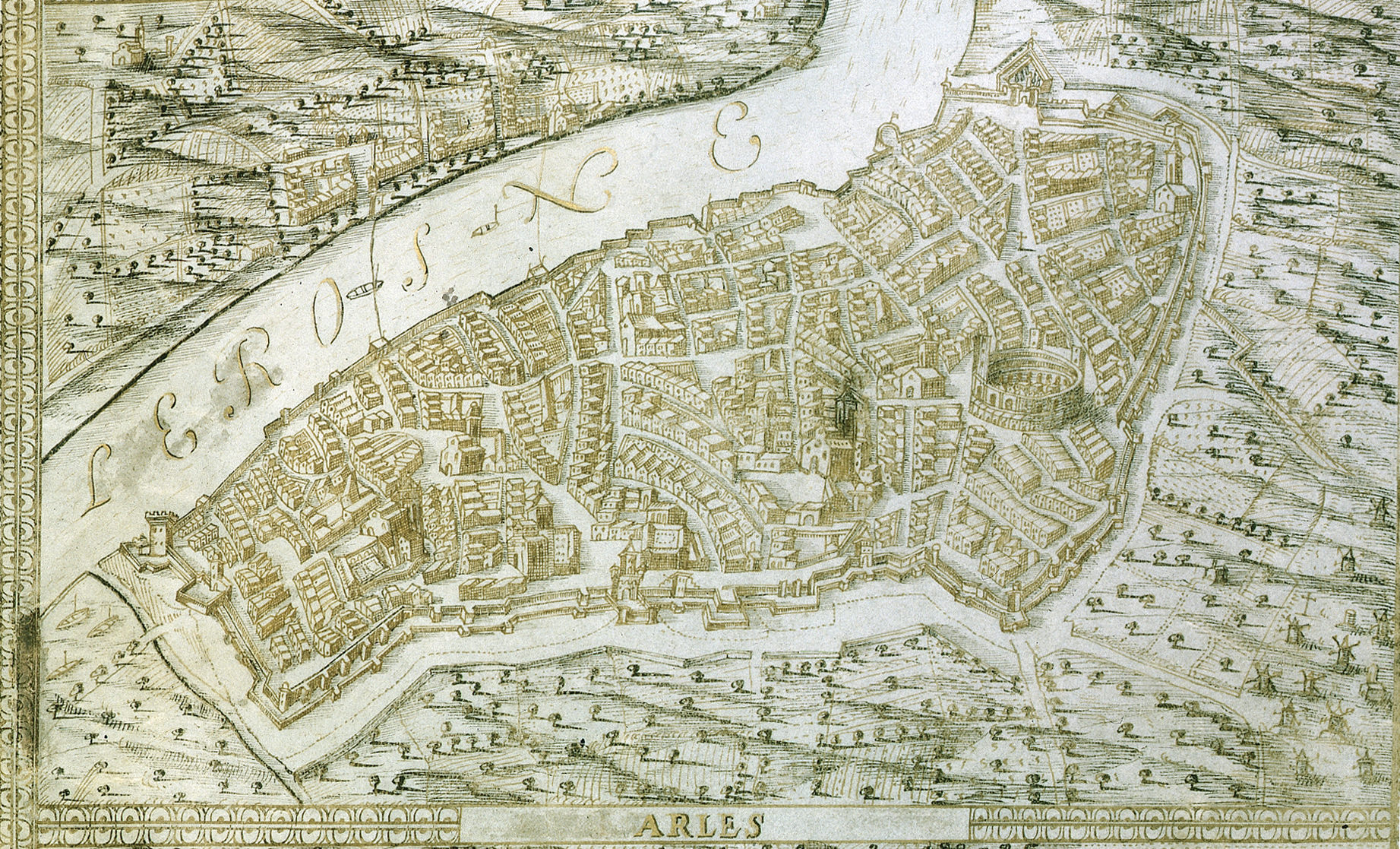
Carte de la ville d'Arles et de ses remparts au XVIIe siècle
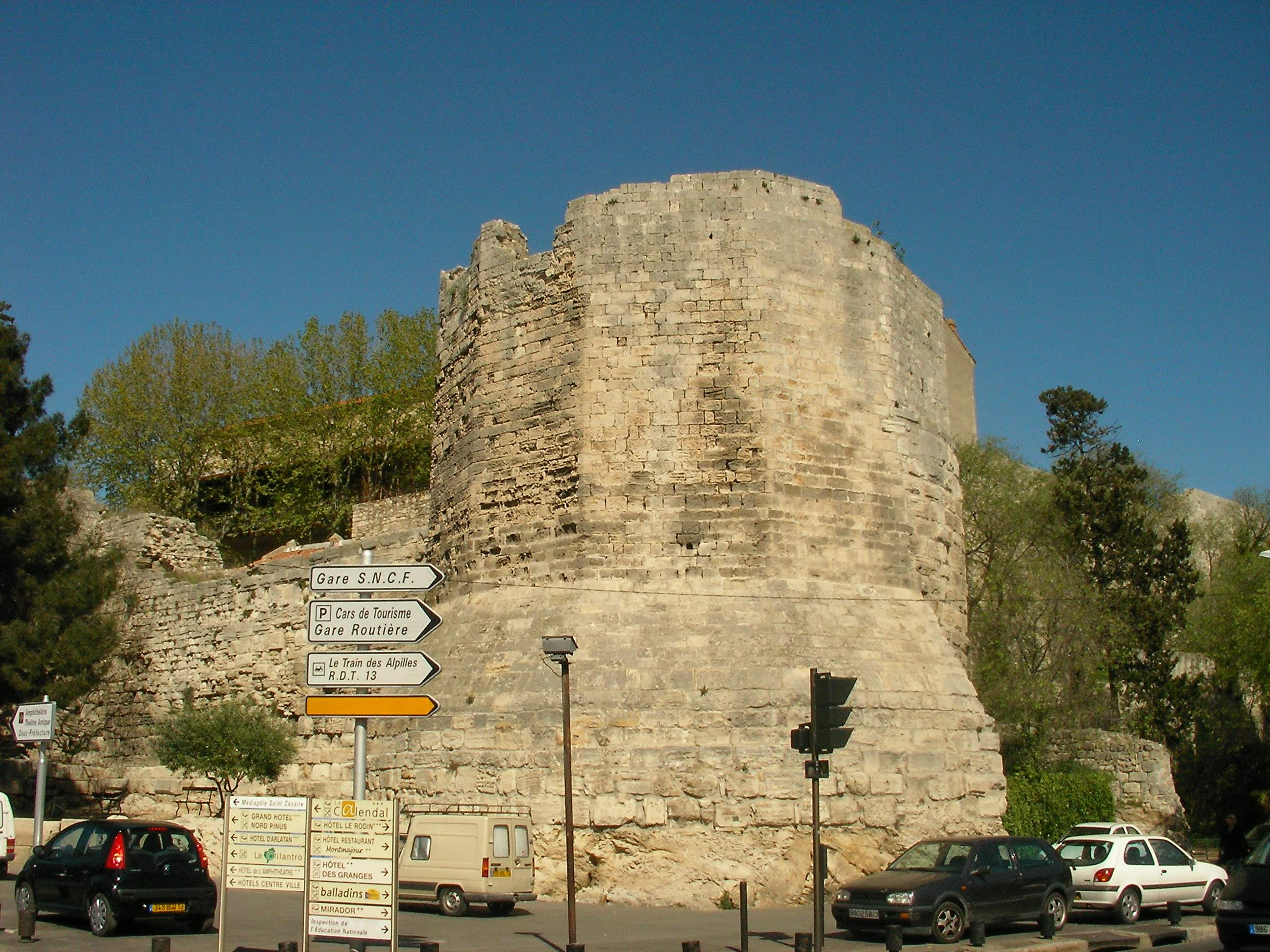
Tour des Mourgues
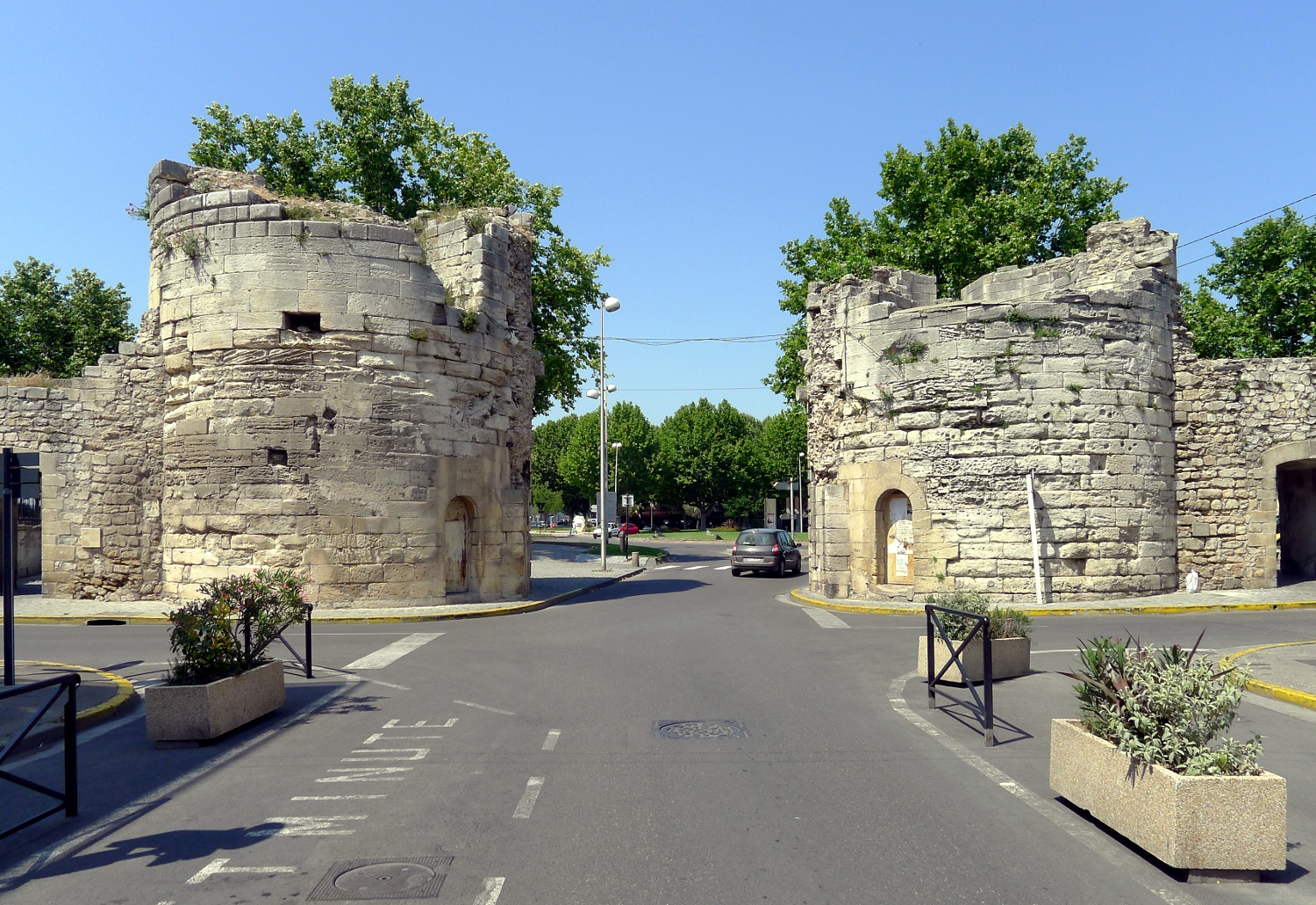
Porte de la cavalerie
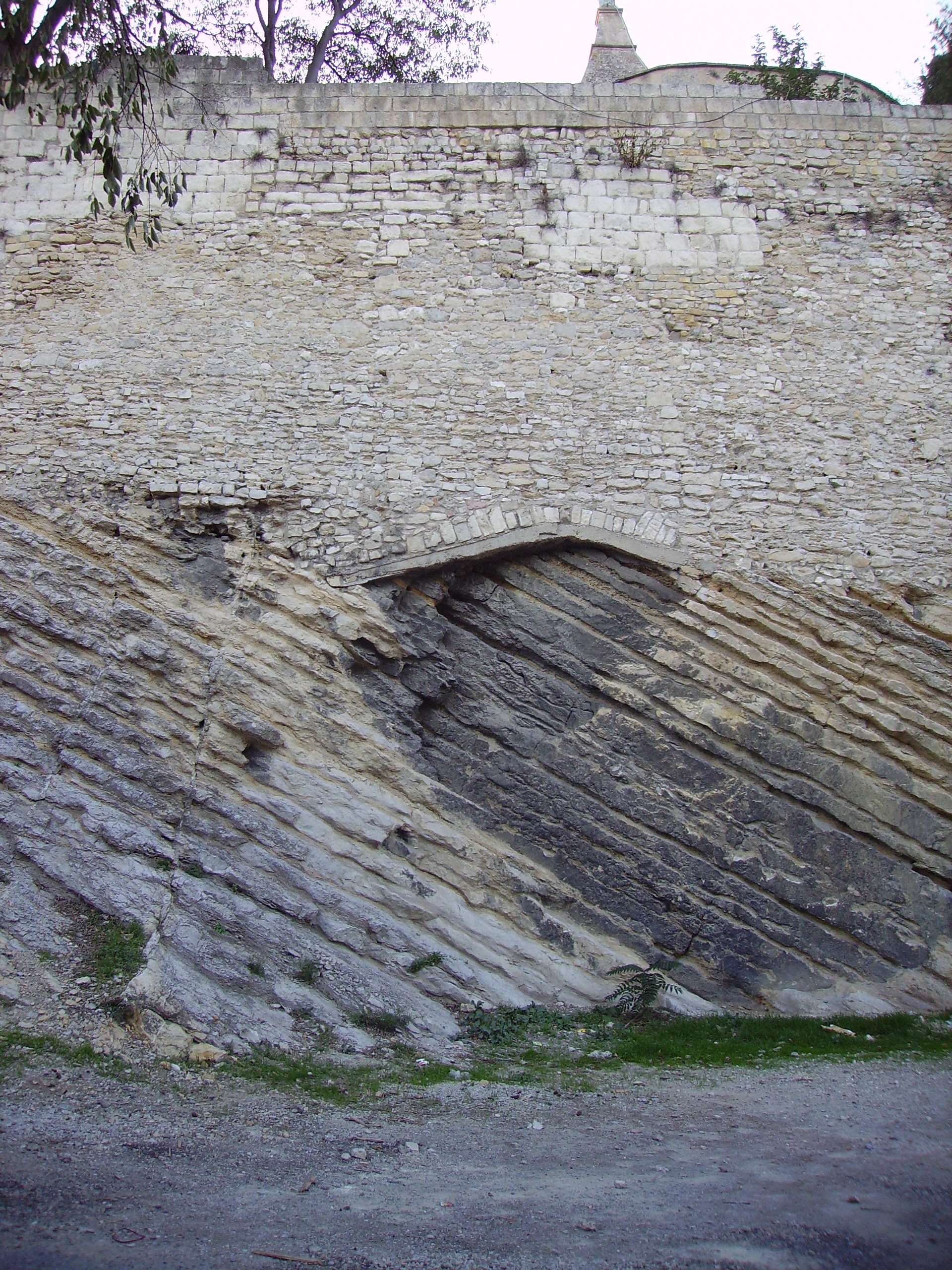
Partie de rempart construit sur la roche